# Billeshave
Billeshave er oprettet i 1627 af Erik Bille til Kærsgaard. Gården ligger i Strib-Røjleskov Sogn, Vends Herred, Middelfart Kommune. Hovedbygningen er opført i 1768, ombygget i 1860 og ombygget igen i 1890. Billeshave er i dag en efterskole og parken er på 12 hektar.

## Ejere af Billeshave
- (1620-1627) Erik Bille
- (1627) Helvig Eriksdatter Bille gift (1) Brockenhuus (2) Pogwisch
- (1627-1648) Johan Brockenhuus
- (1648-1650) Helvig Eriksdatter Bille gift (1) Brockenhuus (2) Pogwisch
- (1650-1664) Henning Pogwisch
- (1664-1667) Knud Urne
- (1667-1712) Sivert Urne
- (1712-1728) Sivert Urne
- (1728-1731) Agathe Sivertsdatter Urne gift (1) Valkendorf (2) von Raisen
- (1731-1747) Børge Valkendorf
- (1747-1749) Agathe Sivertsdatter Urne gift (1) Valkendorf (2) von Raisen
- (1749-1761) Andreas von Raisen
- (1761-1764) Christen Iversen
- (1764) Melchior Fischer
- (1764-1768) Peder Juel
- (1768-1793) Niels Pedersen Krabbe Juel
- (1793-1804) Hans Rudolph Nielsen Grabow Juel
- (1804-1811) Rasmus Nelleman
- (1811-1819) Niels Julius Eibe
- (1819-1856) Frederik Rahlff
- (1856-1857) Sophus Ring
- (1857-1865) Lorentz Schmidt
- (1865-1867) Frederik Rahlff
- (1867-1882) Carl Wilhelm Adam Sigismund von Wedell
- (1882-1890) Frederik Ludvig Sigismund von Wedell
- (1890) Ellen Basse Fønss gift Bille-Brahe-Selby
- (1890-1898) Henrik Bille-Brahe-Selby
- (1898-1908) Frederik Niels Basse Fønss
- (1908-1913) Wilhelm Schmidt-Bay
- (1913-1919) Enke Fru Signe Cathrine Schmidt-Bay
- (1919-1926) Frederik Larsen Hey
- (1926) Carl Lawaetz
- (1926-1927) Rasmine Rasmussen
- (1927-1967) Kristian Bjerre Lindvig (avlsgården)
- (1927-1941) Rasmine Rasmussen (hovedbygningen)
- (1941-1943) Statens Jordlovsudvalg ( hovedbygning og park)
- (1943-1951) Børneforsorgen
- (1951-1979) Den Selvejende Institution Billeshave
- (1979-1989) Fyns Amt
- (1989-) D. S. I. Billeshave v/a LO og Den Fynsk Fagbevægelse